# 3등 디젤 동차
3등 디젤 동차는 1933년에 제작되어 대한민국으로 도입된 신조 디젤 동차로, 3등 열차에 운행하였다. 1960년대 초반 경에 니가타 디젤 동차로 대체되며 모두 퇴역하였다.

## 개요
게하형 가솔린 동차가 사용하는 가솔린 연료를 절약하고자, 조선총독부 철도국에서는 1931년에 새로운 차량을 만드는 것을 계획하였다. 1933년 6월, 일본제 기관을 들여와 경성공장에서 차체에 조립하는 식으로 2량이 제작되었다. 일제가 제2차 세계대전에 참전하며 유류난을 겪자, 연료로 알코올이나 벤졸을 사용하도록 개조되었으나, 이러한 행태도 1944년에 중지되었다.

## 역사
- 1933년 6월 : 경성공장에서 디젤 동차 2량 제작 (차량번호 1~2 호)[1]
- 1957~1963년 : 니가타 디젤 동차로 모두 대체